# Ralph Gunesch
Ralph Gunesch (Sighișoara, 2 settembre 1983) è un dirigente sportivo, allenatore di calcio ed ex calciatore tedesco, di ruolo difensore, talent manager dell'Eintracht Francoforte.

## Palmarès

### Club

#### Competizioni nazionali
- Campionato tedesco di seconda divisione: 1

Ingolstadt: 2014-2015